# رژه عشق

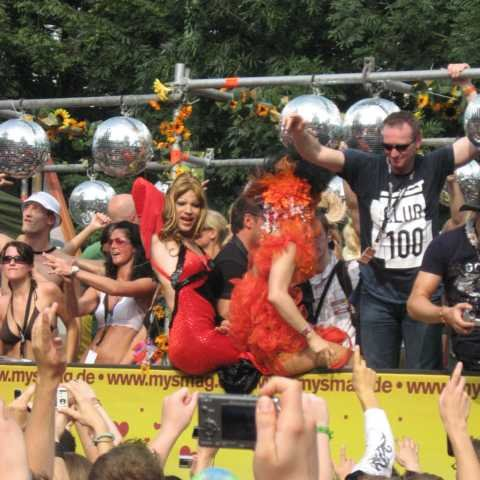
تصویری از جشنواره در سال ۲۰۰۷

 رژه عشق (به آلمانی: Die Loveparade) جشنواره موسیقی تکنو سالیانه‌ای است که اولین بار در ژوئیه سال ۱۹۸۹ در شهر برلین در آلمان به عنوان یک تظاهرات سیاسی و با حضور حدود ۱۵۰ نفر برگزار شد.  در سال ۲۰۰۷ مقامات برلین به دلیل مشکل تأمین امنیت و موضوعات بهداشتی مجوزی برای برگزاری رژه صادر نکردند و برگزاری این مراسم به شهرهای دیگر منتقل و در شهرهای همچون اسن، دورتموند و دویسبورگ برگزار شد. در مراسم سال ۲۰۰۷ در اسن ۱٫۲ میلیون نفر و در مراسم ۲۰۰۸ دورتمند ۱٫۶ میلیون نفر از ۱۵ کشور جهان شرکت کردند. با وجود آنکه خاستگاه این مراسم در آلمان بوده ولی پس از آن مراسمی با این نام در شهرهای سانفرانسیسکو، تل آویو، آکاپولکو (شهری در مکزیک) و سانتیاگو پایتخت شیلی هم برگزار شده‌است.

## مشکلات
در سال ۲۰۰۰، مسئولین برلین اجازه برگزاری رژه عشق را به علت مخالفت فعالان طرفدار میحط زیست نداد. فعالان طرفدار محیط زیست معتقد بودند جمعیت زیاد بازدیدکننده که در پارک‌ها مستقر می‌شوند به پارکها آسیب می‌زنند. در سال ۲۰۰۱ دادگاه عالی آلمان حکم داد که رژه عشق یک تظاهرات سیاسی نیست و در نتیجه برگزارکنندگان آن باید هزینه تمیزکردن خیابانها را متقبل شوند.